# وارد شدن (فیلم ۱۹۹۴)
وارد شدن (انگلیسی: Getting In) یک فیلم کمدی سیاه آمریکایی به کارگردانی داگ لیمان با بازی اندرو مک‌کارتی و استیون میلر  است که در سال ۱۹۹۴ منتشر شد. این اولین فیلم بلند داگ لیمان بود و در ۷ دسامبر ۱۹۹۴ به صورت ویدئویی منتشر شد.
علیرغم بازیگران بسیار معروف آن، ایندی‌وایر گزارش داده است که ردیابی اطلاعات در مورد فیلم عملا غیرممکن است.

## داستان
وقتی روپرت گریم می‌فهمد که چندین دانشجو در صف پذیرش در دانشکده پزشکی در جلوی او هستند، نقشه‌ای می‌کشد تا هر کدام با یک سری «تصادفات» ناگوار روبرو شوند. 